# یواس‌اس کاتلفیش (اس‌اس-۱۷۱)
یواس‌اس کاتلفیش (اس‌اس-۱۷۱) (به انگلیسی: USS Cuttlefish (SS-171)) یک زیردریایی بود که طول آن ۲۷۴ فوت (۸۳٫۵ متر) بود. این زیردریایی در سال ۱۹۳۳ ساخته شد.